# Alf Pike
Alfred George „Alf“ Pike (* 15. September 1917 in Winnipeg, Manitoba; † 1. März 2009 in Calgary, Alberta) war ein kanadischer Eishockeyspieler und -trainer, der für die New York Rangers sechs Saisons in der National Hockey League (NHL) spielte.

## Karriere als Spieler
Pike spielte als Juniorspieler bei den Winnipeg Monarchs in der Manitoba Junior Hockey League (MJHL). In seiner zweiten Saison bei dem Team (1936/37) spielte er in der Position des Mittelstürmers und gewann mit seiner Mannschaft die Liga und den Memorial Cup.
1937 unterschrieb er einen Vertrag bei Lester Patrick und spielte zwei Jahre bei den New York Rovers in der Eastern Amateur Hockey League. Die Mannschaft teilte sich das Stadion Madison Square Garden mit den New York Rangers. Als die Rovers 1938/39 die Meisterschaft der EAHL gewannen, war er Teamkapitän. Für die Philadelphia Ramblers absolvierte er in derselben Saison zwei Spiele in der International-American Hockey League (IAHL).
Als Rookie spielte er bei den Rangers in der Saison 1939/40 zusammen mit Wilbert Hiller und Clint Smith im Angriff. Pike erzielte beim Stanley Cup 1940 zwei spielentscheidende Tore. Er erzielte den Siegtreffer in der Overtime von Spiel 1 und im letzten Drittel von Spiel 6 das 2:2, das zu einer Verlängerung führte. Bryan Hextall senior entschied dann mit seinem Treffer in der Overtime das Spiel zugunsten der Rangers.
Am erfolgreichsten war Pike in der Saison 1941/42 mit 27 Punkten (8 Tore, 19 Assists). Im folgenden Jahr wurde er zum Abwehrspieler umgeschult. Von 1943 bis 1945 musste er seine Eishockeykarriere pausieren lassen und war für die Royal Canadian Air Force während des Zweiten Weltkrieges in seiner Heimatstadt stationiert. Anschließend spielte er zwei weitere Saisons für die Rangers, die letzte als linker Flügelspieler in der Saison 1946/47. Damit war er einer der wenigen professionellen Eishockeyspieler, die auf drei unterschiedlichen Positionen spielten. Insgesamt erzielte er in der NHL 119 Punkte (42 Tore, 77 Assists) in 234 Spielen.
Vor dem Ende seiner Spielerkarriere spielte er noch 1948 und 1949 für einige Spiele bei den Winnipeg Nationals mit.

## Karriere als Trainer
Seinen ersten Job als Trainer hatte Pike in  der Saison 1949/50 bei den Guelph Biltmore Mad Hatters, die als Jugendverein der Rangers in der Ontario Hockey Association (OHA) vertreten waren. Höhepunkt seiner fünfjährigen Karriere bei Guelph war das Jahr 1952, in dem die Mannschaft mit Andy Bathgate und Harry Howell sowohl die Liga als auch den Memorial Cup gewann. Von 1954 bis 1959 war er Trainer der Winnipeg Warriors, mit denen er einen Titel in der Western Hockey League (WHL) und 1956 die Edinburgh Trophy gewann.
In der Saison 1959/60 kehrte er für 18 Spiele zu den Rangers zurück. Seine Persönlichkeit stellte dabei einen Kontrast zu seinem Vorgänger, dem temperamentvollen Phil Watson dar (Muzz Patrick war für zwei Spiele Interimstrainer). Nach zwei Jahren wurde Pike 1961 von Doug Harvey abgelöst.
Bevor er sich 1970 zurückzog, war Pike für drei weitere Vereine in der WHL tätig: Von 1961/62 bis 1962/63 bei den Calgary Stampeders, von 1963/64 bis 1964/65 bei den Los Angeles Blades und von 1967/68 bis 1969/70 bei den Phoenix Roadrunners.
Pike starb am 1. März 2009 im Alter von 91 Jahren in Calgary.

## Erfolge und Auszeichnungen
- 1937 Turnbull-Cup-Gewinner (MJHL) mit den Winnipeg Monarchs (als Spieler)
- 1937 Memorial-Cup-Gewinner mit den Winnipeg Monarchs (als Spieler)
- 1939 Eastern-Amateur-Hockey-League-Gewinner mit den New York Rovers (als Spieler)
- 1940 Stanley-Cup-Gewinner mit den New York Rangers (als Spieler)
- 1952 J.-Ross-Robertson-Cup-Gewinner (OHA) mit den Guelph Biltmore Mad Hatters (als Trainer)
- 1952 Memorial-Cup-Gewinner mit den Guelph Biltmore Mad Hatters (als Trainer)
- 1956 Lester-Patrick-Cup-Gewinner (WHL) mit den Winnipeg Warriors (als Trainer)
- 1956 Edinburgh-Trophy-Gewinner mit den Winnipeg Warriors (als Trainer)
- Mitglied der Manitoba Hockey Hall of Fame
- In dem 2009 veröffentlichten Buch 100 Ranger Greats wurde er auf Platz 69 aller 901 Spieler der New York Rangers der ersten 82 Saisons platziert[6]

## NHL-Trainerstatistik
(Legende zur Trainerstatistik: Sp oder GC = Spiele insgesamt; W oder S = erzielte Siege; L oder N = erzielte Niederlagen; T oder U = erzielte Unentschieden; OTL oder OTN = erzielte Niederlagen nach Overtime oder Shootout; Pts oder Pkt = erzielte Punkte; Pts% oder Pkt% = Punktquote; Win% = Siegquote; Resultat = erreichte Runde in den Play-offs)